# Nathan Breen
Nathan Breen es un deportista australiano que compite en acuatlón. Ganó una medalla de plata en el Campeonato Mundial de Acuatlón de 2018.

## Palmarés internacional
| Campeonato Mundial | Campeonato Mundial | Campeonato Mundial | Campeonato Mundial |
| Año                | Lugar              | Medalla            | Prueba             |
| ------------------ | ------------------ | ------------------ | ------------------ |
| 2018               | Fionia (Dinamarca) | Medalla de plata   | Individual         |